# Schlesischer Christkindelmarkt

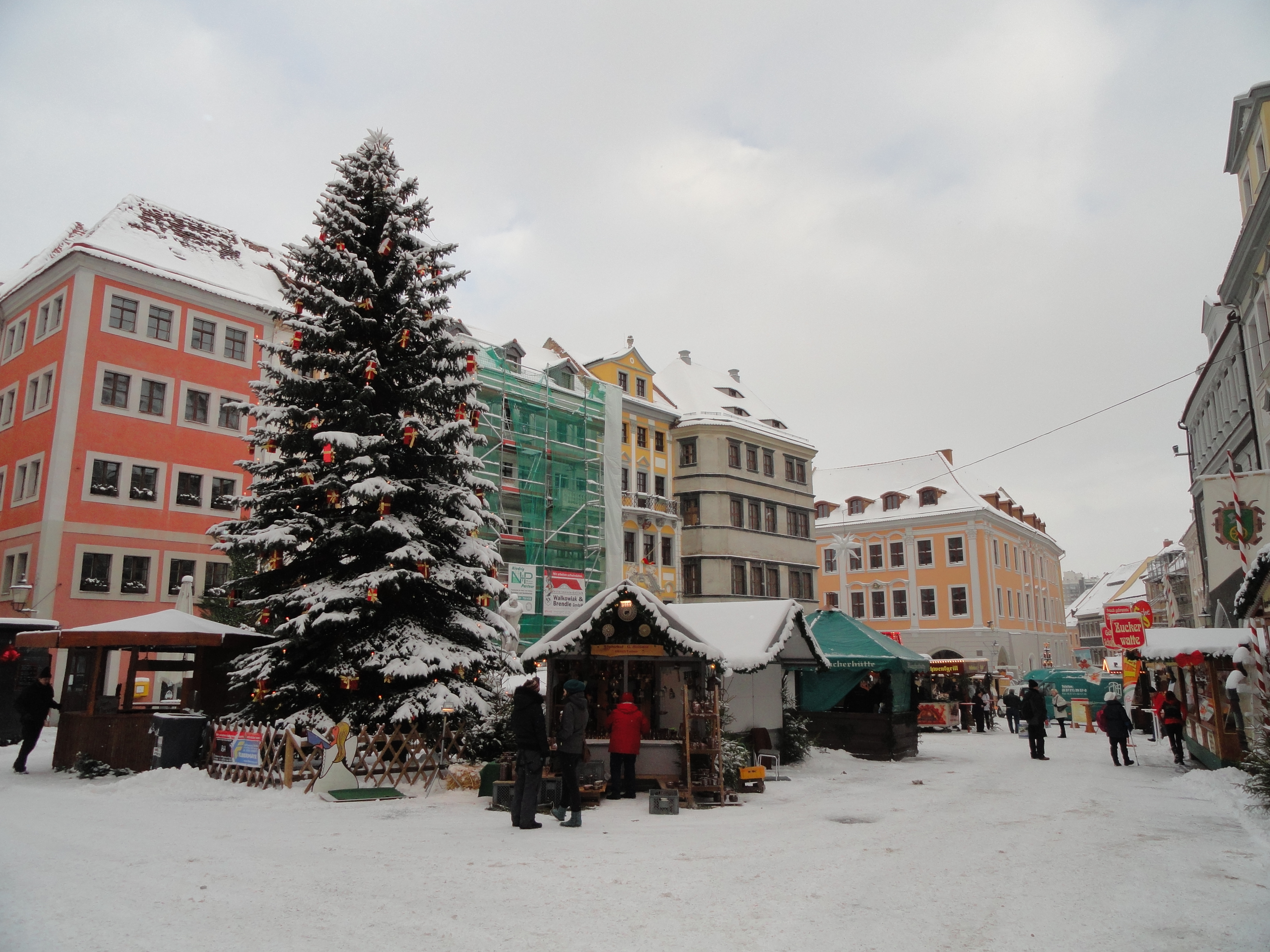
Weihnachtsbaum und Stände am Untermarkt

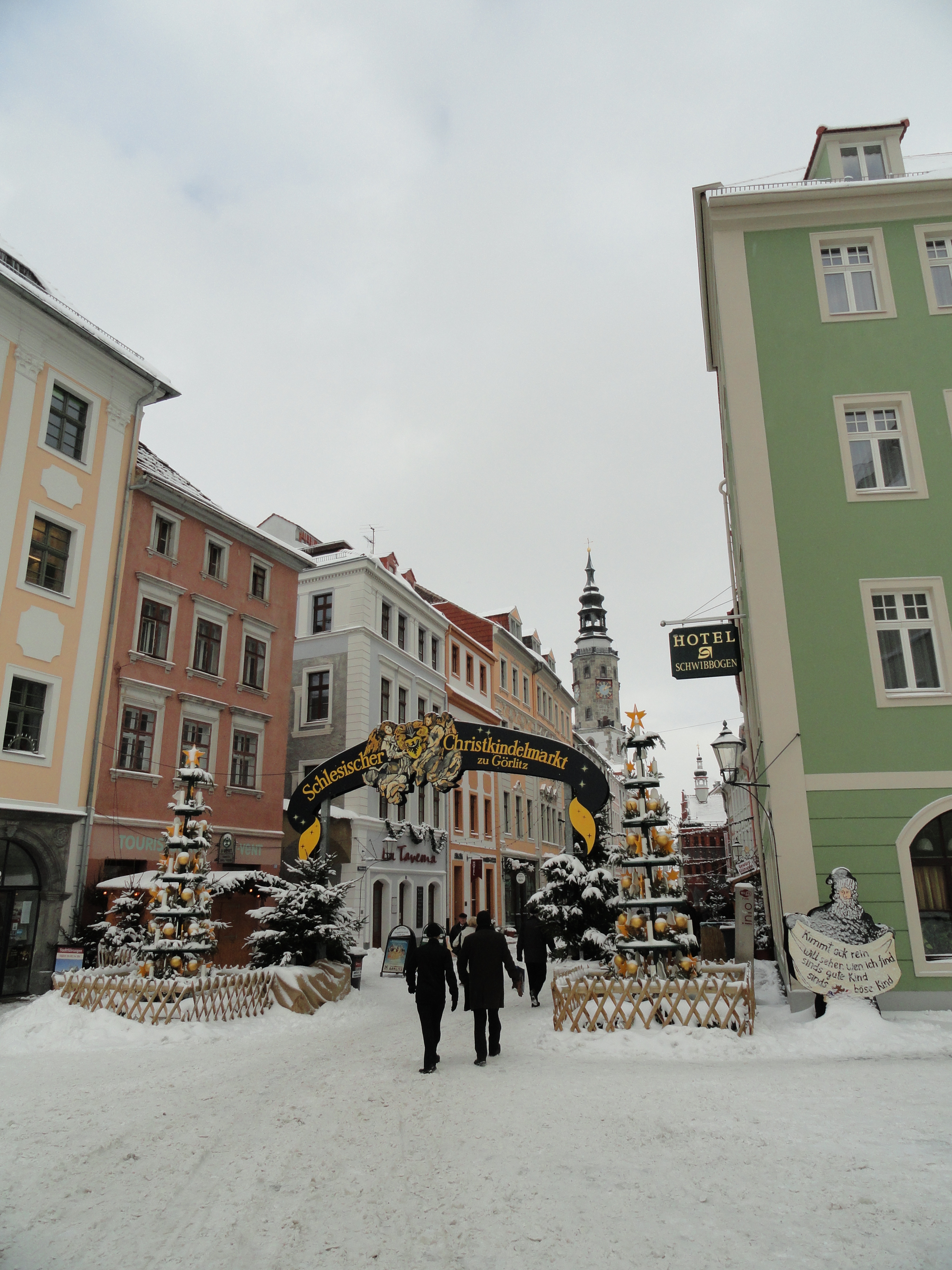
Eingang zum Weihnachtsmarkt an der Brüderstraße

Der Schlesische Christkindelmarkt (schlesisch: Schläscher Christkindlmoarkt) ist ein Weihnachtsmarkt in der Görlitzer Altstadt. Veranstalter ist die Görlitzer Kulturservicegesellschaft, die diesen in der Weihnachtszeit auf etwa 5000 Quadratmetern Marktfläche entlang der Brüderstraße und auf dem Untermarkt für 17 Tage täglich zwischen 11 und 20 Uhr in der Weihnachtszeit veranstaltet. Der Weihnachtsmarkt wird meist an einem Freitagnachmittag durch den Görlitzer Oberbürgermeister und das Christkindel auf der Bühne an der Nordseite des Untermarkts am Neuen Rathaus eröffnet. Anschließend findet der Stollenanschnitt statt. Täglich um 16 Uhr besucht das Christkindel den Markt als Ergänzung zu dem täglichen Bühnenprogramm.